# 明玉珍
夏太祖明玉珍（1328年10月2日—1366年3月17日），父親明學文，母親趙氏，中國湖北隨州人，是元末民變領袖，明夏政權的創建者。

## 生平
他在22歲時參加徐壽輝領導的徐宋紅巾軍，任統軍元帥。後奉命領兵西征，由巫峽入蜀，佔領重慶。接著，明玉珍派兵四出討伐，徹底擊敗川內元朝官軍，基本上平定了川蜀。至正二十年（1360年）徐壽輝死，陳友諒自立為帝，明玉珍不服，不與相通。至正二十一年（1361年）十月，明玉珍於重慶即國王位，自立為隴蜀王。天統元年正月一日（1363年1月16日）稱帝，建都重慶，國號大夏，年號天統，仿周制，設六卿，立妻彭氏為皇后，立明昇為太子，立太廟。
其官制設六卿，分屬地為八道，頒布曆法為先天曆，奉彌勒教為國教，並鑄銅錢流通。天統四年二月六日（1366年3月17日），明玉珍病逝，葬於重慶江北寶蓋山，名為叡陵，廟號太祖，謚號欽文昭武皇帝。由子明昇繼位。
明洪武二年（1369年），朱元璋遣使勸降，明昇不從。洪武四年（1371年）春，朱元璋遣湯和、廖永忠、傅友德等領兵征蜀，夏軍敗潰。六月，明兵抵重慶，明昇出降，夏亡。次年明昇被朱元璋流放到朝鮮半島，後代成為延安明氏、西蜀明氏。現今北韓有明氏後裔兩萬多人，韓國有四萬多人，而在中國境內的後人多改為甘姓。

## 后妃
- 彭皇后

## 軼事
明玉珍原姓有不同記載，有一曰旻，亦有原姓或原名旻瑞、旻珍，字為玉珍。